# Misbehaving Husbands
Misbehaving Husbands è un film statunitense del 1940, diretto da William Beaudine.

## Trama
Henry Butler si è dimenticato il proprio anniversario di nozze, e si trattiene a tarda sera nei grandi magazzini di cui è proprietario a discutere col caporeparto sull’allestimento di una vetrina. Intanto la moglie Effie ha organizzato a casa una festa a sorpresa. Una degli invitati, recandosi a casa dei Butler, passa davanti alle vetrine dell’esercizio commerciale, e, vedendo il proprietario trafficare con un manichino di donna bionda, fraintende, crede che Henry abbia un’amante ed inizia a pettegolare alla festa.
Henry ha danneggiato il manichino, e lo carica sulla propria auto. Diversi passanti scambiano il manichino per una donna morta, ed avvertono le forze dell’ordine: dopo che il manichino è stato portato a riparare Henry viene trattenuto dalla polizia prima di chiarire il malinteso; poi torna a casa a notte fonda, quando gli invitati se ne sono tutti andati. La moglie lo sorprende mentre si toglie dei capelli biondi dal soprabito e depone una delle scarpe del manichino, che gli era rimasta in tasca.
Di conseguenza, spronata anche dall’amica Grace, Effie si rivolge all’avvocato Wayne per ottenere il divorzio. Wayne ottiene che a casa dei Butler si installi Gooch, una guardia del corpo. I sospetti sull’infedeltà del marito si acuiscono dopo che una sera si presenta a casa dei Butler una ragazza, che chiede a Henry di restituirle la scarpa.
Ma Jane, la nipote dei Butler, e Bob Grant, un amico di Henry, notando come la scarpa portata a casa non potrebbe calzare alla ragazza presentatasi, si insospettiscono e scoprono che Gooch conosce la ragazza, di nome Nan, e la seguono. La trovano in compagnia di Wayne, e risulta che quest’ultimo è un faccendiere già noto alla polizia, che voleva trarre un qualche guadagno più o meno lecito dal divorzio dei Butler.
Nan, al seguito di Jane e Bob, si presenta da Effie e le spiega la situazione. Effie non è del tutto convinta fino a quando non coglie il marito tornare a casa col manichino, al quale rimette la scarpa.